# Kantonski Kinezi
Kantonski Kinezi (Yue), jedna od kineskih etničkih i jezičnih skupina naseljenih uz obalu Južnokineskog mora između Hong Konga i Vijetnama te raznim drugim dijelovima svijeta. Oko 56 milijuna naseljeno ih je u provinciji Guangdong i preko 5 milijuna u Hong Kongu i Macau, i znatan dio na zapadnoj obali otoka Hainan. Ostali žive u državama Brunej 5,909 (2000 WCD); na otocima Java i Bali u Indoneziji (180,000, 1982); 748,010 u Maleziji (1980; Malajski poluotok, Sarawak i Sabah); Filipini (9,782; 2000 WCD); Singapur (338,000; 1993); Tajland (29,400; 1984); Vijetnam (862,371; 1999 popis). U obalnim području Guangdonga ribolov je glavno zanimanje kantonskih Kineza a riba uobičajena hrana.

## Jezik
Kantonski Kinezi ili Yue danas sebe s ponosom smatraju dijelom nacije Han, no izvorno njihov jezik definitivno nije bio sinitički. Danas govore cijelim nizom dijalekata, to su: yuehai (guangfu, hong kong kantonski, macau kantonski, shatou, shiqi, wancheng), siyi (seiyap, taishan, toisan, hoisan, schleiyip), gaolei (gaoyang), qinlian, guinan.